# No Parano
Albums de Juliette
Bijoux & Babioles
(2008) Nour
(2013)
No Parano est le septième album studio de Juliette, paru le 10 janvier 2011.

## Chansons
| 1.    | La lueur dans l'œil   | 3:32 |
| 2.    | Un petit vélo rouillé | 3:58 |
| 3.    | Dans ma rue           | 2:08 |
| 4.    | Madrigal moderne      | 3:29 |
| 5.    | Une chose pareille    | 5:20 |
| 6.    | Rhum-Pomme            | 2:56 |
| 7.    | Rue Roger Salengro    | 4:07 |
| 8.    | La chanson de Dea     | 3:41 |
| 9.    | ¿ Que Tal ?           | 5:25 |
| 10.   | Les Dessous chics     | 2:20 |
| 11.   | The «Single»          | 4:51 |
| 12.   | Volver                | 3:56 |
| 45:00 |                       |      |

À noter la reprise d'une ancienne chanson de son répertoire, ¿ Que Tal ?. «The» Single est une dénonciation cinglante des pseudo-provocations de certains artistes "mainstream" actuels (Lady Gaga, Gossip sont cités). Il faut signaler la reprise des "Dessous chics" de Jane Birkin. Comme Fina Estampa sur le précédent album, deux chansons sont hispanophones, "La chanson de Dea" et "Volver". "La chanson de Dea" est issue du roman "L'Homme qui rit" de Victor Hugo et "Volver" est un tango de 1935 ayant pour thème l'exil, comme dans l'album précédent à travers la chanson "Aller sans retour"